# Manfred Reim
Manfred Reim (* März 1944 in Fürstenwalde/Spree) ist ein ehemaliger deutscher Politiker (FDP bis 2014). Von 1990 bis 2010 war er Bürgermeister der Stadt Fürstenwalde/Spree.

## Leben

### Beruf
Reim war beruflich als Kunstlehrer in Fürstenwalde tätig. Er gehörte seit 1979 der Stadtverordnetenversammlung als Mandatsträger der DDR-Blockpartei NDPD an, die sich 1990 mit der LDPD zum Bund Freier Demokraten (BFD) zusammenschloss und später in der FDP aufging.

### Bürgermeister von Fürstenwalde
1990 wurde Reim von der Stadtverordnetenversammlung zum Bürgermeister der damaligen Kreisstadt Fürstenwalde/Spree gewählt und folgte damit dem letzten SED/PDS-Bürgermeister Reinhold Schmidt nach. Er war damit der erste Bürgermeister der Stadt nach der Wende. 1993 und 2002 wurde er in direkter Wahl als Bürgermeister bestätigt. Diese Funktion übte er bis ins Jahr 2010 aus. Im Anschluss wurde er zum Ehrenbürgermeister ernannt. Sein Nachfolger wurde der frühere Kämmerer und stellvertretende Bürgermeister der Stadt Hans-Ulrich Hengst. Von 1991 bis 2010 war er außerdem Verbandsvorsteher des  Zweckverband Wasserversorgung und Abwasserentsorgung Fürstenwalde und Umland. 2010 ging Reim in den Ruhestand. Von 2011 bis 2014 war Reim Vorsitzender des FDP-Ortsverbandes Fürstenwalde. 2014 trat er aus der FDP aus.

### Strafrechtliche Ermittlungen und zivilrechtliche Klage wegen der Zins-Swap-Geschäften
Im Oktober 2019 wurde bekannt, dass die Staatsanwaltschaft Potsdam, wegen des Verdachts der Untreue in einem besonders schweren Fall, gegen Manfred Reim und gegen seinen Nachfolger Hans-Ulrich Hengst strafrechtliche Ermittlungen eingeleitet hat. Die Stadt Fürstenwalde/Spree erhob 2019 eine Klage auf Schadensersatz gegen Manfred Reim, seinen Nachfolger und ehemaligen Kämmerer Hans-Ulrich Hengst sowie den ehemaligen Kämmerer Eckhard Fehse. Ihnen wurde vorgeworfen, durch Verträge über hochspekulative Finanzderivate (Zinsswaps) in den Jahren 2007–2010 einen Schaden in Millionenhöhe verursacht zu haben. Das VG Frankfurt/Oder stellte fest, dass der Abschluss der Verträge gegen das kommunalrechtliche Spekulationsverbot verstieß und die Beklagten damit gegen ihre Dienstpflichten verstoßen hatten. Die Klage wurde jedoch abgewiesen, weil die Ansprüche bereits verjährt waren.